# Дни эсперанто Балтии
Дни эсперанто Балтии (эсп. Baltiaj Esperanto-Tagoj, BET) — ежегодная эсперанто-встреча, проводимая с 1959 года в одной из стран Балтии, поочерёдно в Латвии, Литве и Эстонии. В 2020 и 2021 годах встречи не проводились в связи с эпидемией коронавируса.

## История
В советское время эсперанто попадал под запреты, и оттепель началась только в середине 1950-х. В 1957-м в Москве проходил VI Всемирный фестиваль молодёжи и студентов, и эсперантисты, которые приехали из разных стран, хотели встретиться с эсперантистами Советского Союза. Это послужило тому, что эсперанто начало возрождаться в Советском Союзе.
Так в 1959-м году в Риге около Балтэзерса собрались 50 молодых людей из Латвии, Литвы, Эстонии и России. Главным организатором встречи стала студентка Бирута Кондрате (ныне Розенфельде). Эти встречи стали ежегодными.
В первом слёте приняли участие эсперантисты только из трёх прибалтийских советских республик — Литвы, Латвии и Эстонии. В последующие годы в лагеря приезжало всё больше и больше эсперантистов из огромного Советского Союза. Сегодня на эти встречи прибывают участники из десятков стран мира. Рабочим языком является язык эсперанто.